# Callyspongia elegans
Espèce
Synonymes
- Spinosella elegans Thiele, 1899[2]
- Callyspongia (Callyspongia) elegans (Lendenfeld, 1887)
- Cladochalina elegans Lendenfeld, 1887[3]

Callyspongia elegans  est une espèce d'éponges de la famille Callyspongiidae trouvée en Indonésie.